# Lee Jae-seong
Lee Jae-seong (koreanisch 이재성; * 18. Juni 2001) ist ein südkoreanischer Leichtathlet, der sich auf den Sprint spezialisiert hat. Mit der südkoreanischen 4-mal-100-Meter-Staffel wurde er 2025 in Gumi Asienmeister.

## Sportliche Laufbahn
Erste internationale Erfahrungen sammelte Lee Jae-seong im Jahr 2019, als er bei den Asienmeisterschaften in Doha mit 10,70 s im Halbfinale im 100-Meter-Lauf ausschied und mit der südkoreanischen 4-mal-100-Meter-Staffel das Finale erreichte. 2023 schied er bei den World University Games in Chengdu mit 10,39 s und 20,97 s jeweils im Halbfinale über 100 und 200 Meter aus und verpasste mit der Staffel mit 39,71 s den Finaleinzug. Anschließend schied er auch bei den Asienspielen in Hangzhou mit 10,41 s im Semifinale über 100 Meter aus und gewann mit der Staffel in 38,74 s gemeinsam mit Lee Jung-tae, Kim Kuk-young und Ko Seung-hwan die Bronzemedaille hinter den Teams aus der Volksrepublik China und Japan. Bei den World Athletics Relays 2024 in Nassau verpasste er mit der 4-mal-100-Meter-Staffel eine Direktqualifikation für die Olympischen Spiele in Paris und im Jahr darauf konnte er bei den World Athletics Relays 2025 in Guangzhou einen Startplatz für die Weltmeisterschaften in Tokio sichern. Ende Mai siegte er bei den Asienmeisterschaften in Gumi gemeinsam mit Seo Min-jun, Nwamadi Joel-jin und Lee Jun-hyeok mit neuem Meisterschaftsrekord von 38,49 s. Im Juli gewann er bei den World University Games in Bochum in 20,75 s die Bronzemedaille über 200 Meter hinter dem Südafrikaner Bayanda Walaza und Adrià Alfonso aus Spanien und siegte mit der Staffel in 38,50 s.

## Persönliche Bestzeiten
- 100 Meter: 10,32 s (+2,0 m/s), 24. Mai 2022 in Iksan
- 200 Meter: 20,53 s (+1,0 m/s), 14. Oktober 2024 in Gimhae